# St. Joseph (Bredenborn)

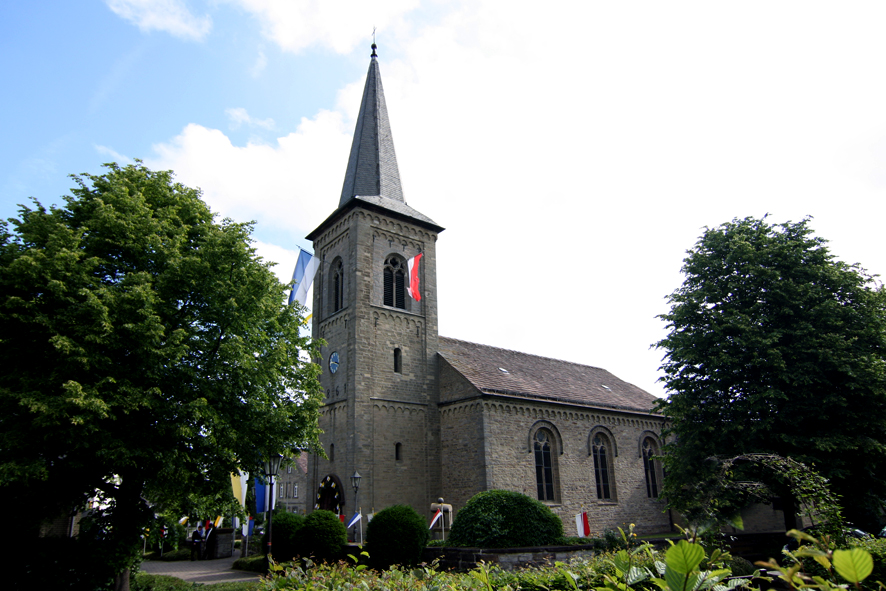
St. Joseph Marienmünster-Bredenborn

St. Joseph ist eine katholische Pfarrkirche im Ortsteil Bredenborn der ostwestfälischen Stadt Marienmünster im Kreis Höxter. Sie gehört zum Pastoralverbund Marienmünster im Dekanat Höxter des Erzbistums Paderborn.

## Geschichte
Kurz nach dem Dreißigjährigen Krieg wurde die Pfarrgemeinde 1652 gegründet und die erste Kirche in Bredenborn den Heiligen St. Joseph und St. Agatha geweiht.
Die alte Kirche wurde 1861 bis 1862 abgerissen und durch die heutige Kirche auf den alten Grundmauern errichtet. Der Kirchturm trägt die Jahreszahl 1861.

## Ausstattung
Der Hochaltar (um 1904) stammt aus der Wiedenbrücker Schule und wurde 1906 durch Wilhelm Schneider konsekriert. Die letzte Restaurierung erfolgte 1994.
1952 erhielt die Kirche die jetzige Orgel.

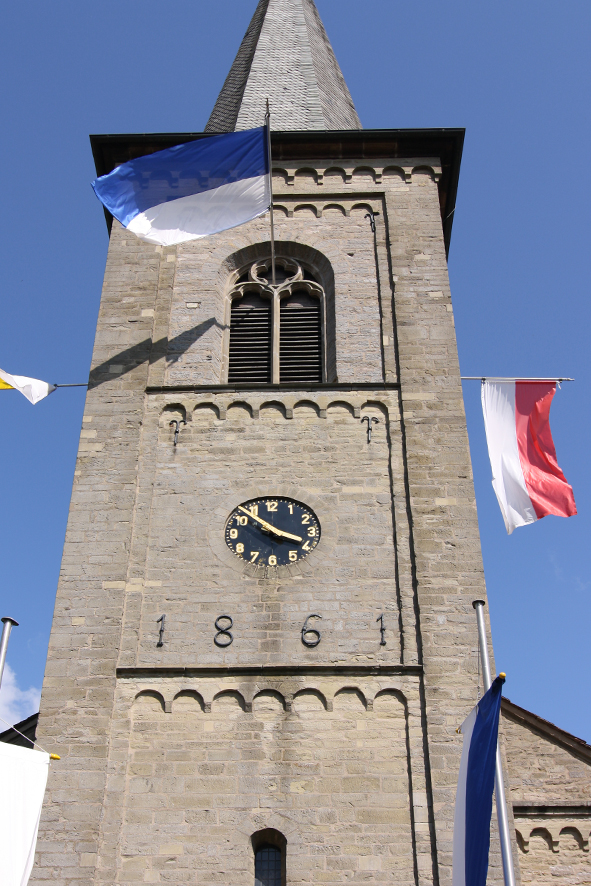
Turm von St. Joseph Bredenborn
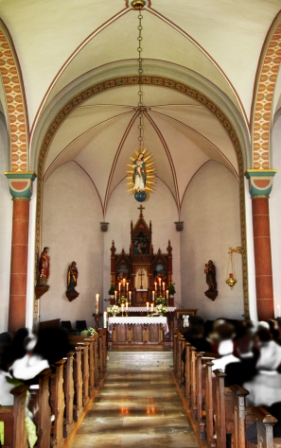
Innenraum von St. Joseph Bredenborn

Am Friedhof befindet sich das Grab von Erzpriester Paul Peikert, der während der Belagerung von Breslau dort Pfarrer war.